# Sepekov
Sepekov är en köping i Tjeckien.   Den ligger i regionen Södra Böhmen, i den centrala delen av landet, 70 km söder om huvudstaden Prag. Sepekov ligger 450 meter över havet och antalet invånare är 1 343.
Terrängen runt Sepekov är platt. Runt Sepekov är det ganska glesbefolkat, med 23 invånare per kvadratkilometer. Närmaste större samhälle är Tábor, 17,4 km öster om Sepekov. I omgivningarna runt Sepekov växer i huvudsak blandskog.